# غييرمي ألميدا أوغوستو
غييرمي ألميدا أوغوستو (29 يناير 1993 في أوساسكو في البرازيل – )؛ هو لاعب كرة قدم كان يلعب كمدافع.

## وصلات خارجية
- غييرمي ألميدا أوغوستو على موقع رابطة كرة القدم اليابانية للمحترفين (اليابانية)
- غييرمي ألميدا أوغوستو على موقع قاعدة بيانات كرة القدم.إي يو (الإنجليزية)
- غييرمي ألميدا أوغوستو على موقع Soccerway.com (الإنجليزية)
- غييرمي ألميدا أوغوستو على موقع عالم كرة القدم.نت (الإنجليزية)